# 양육비이행관리원
양육비이행관리원(養育費移行管理院, Korean Child Support Agency ; KCSA)은 미성년 자녀의 양육비 청구와 이행확보 지원 등에 관한 업무를 수행하기 위하여 대한민국 여성가족부 산하에 설립된 기관이다. 서울특별시 서울특별시 중구 퇴계로 173(충무로3가, 남산스퀘어) 24층에 있다.

## 설립 근거
- 양육비 이행확보 및 지원에 관한 법률[6]

## 연혁
- 2014년 3월 24일 양육비 이행확보 및 지원에 관한 법률 제정
- 2015년 3월 25일 양육비이행관리원 출범[7]
- 2024년 3월 26일 양육비이행관리원 설립 근거 법 일부개정 공포
- 2024년 9월 27일 양육비이행관리원 특수법인 출범

## 주요 업무
- 비양육부ㆍ모와 양육부ㆍ모의 양육비와 관련한 상담
- 양육비 이행 촉진을 위한 비양육부ㆍ모와 미성년 자녀의 면접교섭 지원
- 양육비 청구 및 이행확보 등을 위한 법률지원
- 한시적 양육비 긴급지원
- 합의 또는 법원의 판결에 의하여 확정된 양육비 채권추심 지원 및 양육부ㆍ모에게 양육비 이전
- 양육비 채무 불이행자에 대한 제재조치
- 양육비 이행의 실효성 확보를 위한 제도 등 연구
- 양육비 이행과 관련한 교육 및 홍보
- 이 법 또는 다른 법령에 따라 위탁받은 업무
- 그 밖에 양육비 채무 이행확보를 위하여 필요한 업무

## 조직

### 양육비이행관리원장
| - 전략기획부 - 혁신인재부 - 경영지원부 | - 이행확보부 - 위탁지원부 | - 이행촉진부(양육비상담단) - 한시적양육비지원부 |

## 같이 보기
- 양육비 해결하는 사람들
- 이혼